# George Canning (przeciągacz liny)
George Walter Canning (ur. 23 sierpnia 1889 w Londynie, zm. 17 czerwca 1955 w Rochford) – brytyjski przeciągacz liny, złoty medalista igrzysk olimpijskich.
Canning reprezentował Wielką Brytanię na Igrzyskach Olimpijskich 1920 odbywających się w Antwerpii w przeciąganiu liny. Wraz z zespołem złożonym z londyńskich policjantów pokonał kolejno reprezentacje Stanów Zjednoczonych, Belgii, a w finałowym pojedynku zespół holenderski. Wywalczony złoty medal był drugim zdobytym przez Wielką Brytanię, a zarazem ostatnim przyznanym w przeciąganiu liny podczas igrzysk olimpijskich.
Był funkcjonariuszem City of London Police do grudnia 1935.